# سخنين
سخنين (بالعبرية: סַחְ'נִין أو סִכְנִין) هي مدينة فلسطينية عربية تقع حاليًا في لواء الشمال بإسرائيل. يعود تاريخها إلى ما يقارب 3,500 عام. تقع مدينة سخنين في مركز الجليل الأسفل، وتحديدًا جنوب كرمئيل وشمال شرق شفا عمرو. وهي مبنية على ثلاثة تلال وتحيط بها سلسلة جبال يصل أقصى ارتفاع لها إلى 602 مترًا. يبلغ متوسط ارتفاعها 223 مترًا عن سطح البحر. وتبلغ مساحة سُلطة نفوذها 11,490 دونمًا (11.490 كم مربع). تم الإعلان عنها كمدينة في عام 1995، حسب قانون السلطات المحلية الإسرائيلي. وحسب معطيات اللجنة المركزية الإسرائيلية للإحصائيات، والمثبت لنهاية عام 2017، يعيش في سخنين 30,500 نسمة. وغالبية سكانها من المسلمين إلى جانب أقلية مسيحية كبيرة، كما أنّ سخنين هي موطن لأكبر عدد من المسلمين الصوفيين داخل فلسطين المحتلة، مع ما يقرب من 80 عضواً.

## التسمية
في زمن تحوتمس الثاني عرفت باسم «سَخن» أو «ساجان» ومعناها وكلاء تجاريون في الشمال حيث كان تجار الأرجوان ياتون في فصل الربيع إلى منطقة (وادي القطن) الواقعة شمال غرب سخنين وكان يكثر فيها هذا النوع من الحلزونات الصبغية التي تفرز اللون الارجواني فيجمعه التجار ويبيعون الصبغ لكهنة الفراعنة لصبغ ثيابهم الكهنية للمناسبات الدينية وهو صبغ غالي الثمن
البرديات التي وجدت تثبت ان تحوتمس الثاني أثناء احتلاله للبلاد يذكر انه مر على بلد مدينة عامرة تدعى ساجان ويصفها ويصف موقعها بالضبط.
وبعد أن وقعت البلدة تحت احتلال عدة شعوب تغيير الاسم وتحرف إسمها من ساجان إلى «سوجنين» في زمن الكنعانيين وإلى «سوخنين» في زمن العبرانيين والاسم ما زال يحمل نفس المعنى كما هو معروف بالعبرية «سوخنيم» أي وكلاء وحرف الاسم في الفترة العربية إلى سخنين لسهولة اللفظ.

## التاريخ
يعود تاريخ الإستيطان في مدينة سخنين إلى 3500 عام، وكان أول ذكر لها في عام 1479 قبل الميلاد من قبل تحوتمس الثاني، كما وقد ذكرهتها السجلات المصرية القديمة كمركز لإنتاج صبغة النيلة.
تقع سخنين في موقع قديم، حيث تم العثور على بقايا من الأعمدة والصهاريج. تم ذكرها عام 66 للميلاد باسم «سوجنين» من قبل يوسيفوس فلافيوس، وقد ذكرها بأنها بلدة محصنة. وقد كشف صهريج، تم التنقيب فيه بالقرب من مسجد يقع في وسط المدينة القديمة، عن شظايا فخارية تعود بين القرن الأول إلى القرن الخامس الميلادي.
في عصر الصليبيين عُرفت المدينة باسم «زكانين» أو «زيكنين»، وكانت تابعة لفرسان تيوتون. في عام 1174 كانت سخنين واحدة من الكاساليا (القرى) التي أعطيت لفيليب لو روس. في عام 1236 أكد نسل وخلفاء فيليب لو روس بيع إقطاعية سخنين.

### العصر العثماني
في عام 1596 ظهرت سخنين في سجلات الضرائب العثمانية في ناحية عكا، والتي كانت جزء من سنجق صفد. حيث كان عدد سكانها يتكون 66 أسرة وثمانية عزاب، كلهم من المسلمين. دفع القرويون ضريبة ثابتة بنسبة 20% على مختلف المنتجات الزراعية، بما في ذلك القمح والشعير والزيتون والقطن، بالإضافة إلى طاحونة المياه؛ ما مجموعه 12,138 آقجة.
في عام 1838 تمت الإشارة إلى سخنين كقرية إسلامية ومسيحية مشتركة في منطقة الشاغور، الواقعة بين صفد وعكا وطبرية.
في عام 1859 قدّر القنصل البريطاني روجرز عدد السكان بحوالي 1,100 نسمة، والمنطقة المزروعة بحوالي 100 فدّان، بينما في عام 1875 قدر فيكتور جويرين تعداد السكان بحوالي 700 نسمة، وكانوا من المسلمين والروم الأرثوذكس و«الروم المُنشقين».
في عام 1881 وصف صندوق استكشاف فلسطين سخنين على النحو التالي: «قرية كبيرة من الحجر والطين، تقع وسط بساتين الزيتون الجميلة، مع مسجد صغير. تأتي إمدادات المياه من بركة كبيرة تصل إلى حوالي نصف ميل وتقع إلى الجنوب الشرقي. السكان هم من المسلمون والمسيحيون».
أظهرت قائمة السكان من حوالي عام 1887 أن تعداد سكان سخنين كان حوالي 1,915 نسمة، منهم 1,640 مسلم وحوالي 150 مسيحيًا روم كاثوليكي وحوالي 125 مسيحي روم أرثوذكس.

### الانتداب البريطاني

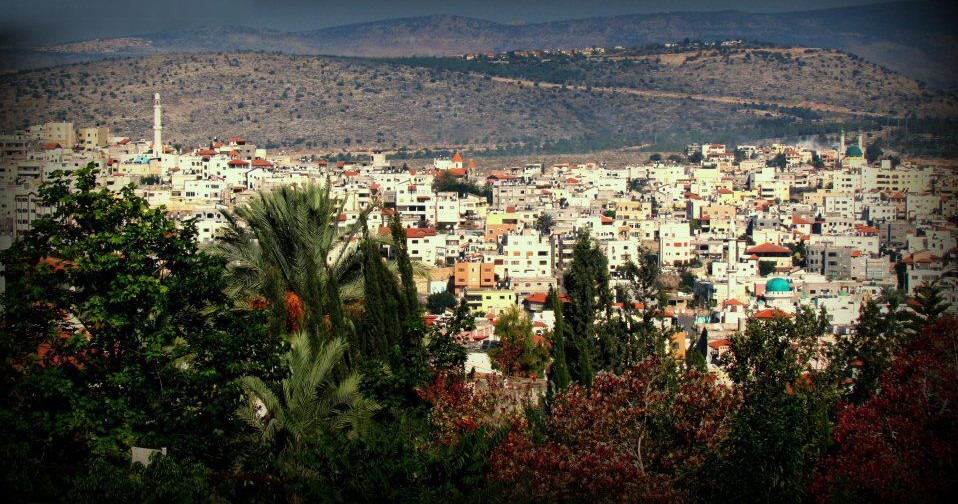
منظر عام لمدينة سخنين.

في تعداد فلسطين لعام 1922 الذي أجرته سلطات الانتداب البريطاني، كان عدد سكان سخنين حوالي 1,575 نسمة؛ منهم حوالي 1,367 مُسلم وحوالي 208 مسيحي؛ وتوزع مسيحيي سخنين بين 87 روم أرثوذكس وحوالي 121 روم كاثوليك. زاد عدد السكان في تعداد السكان عام 1931 ليصل إلى حوالي 1,891 نسمة؛ كان منهم حوالي 1,688 مُسلم، وحوالي 202 مسيحي، ويهودي واحد، يعيشون في إجمالي 400 منزل.
في إحصاءات عام 1945 ضمت سخنين على حوالي 2,600 نسمة؛ منهم 2,310 من المسلمين وحوالي 290 من المسيحيين. وكانوا يملكون حوالي 70,192 دونم من الأراضي. وتم استخدام 3,622 دونم للمزارع والأراضي القابلة للري، وحوالي 29,366 دونم للحبوب، في حين أن 169 دونما كانت أرض مبنية (حضرية).

#### ثورة فلسطين الكبرى
كانت بداية ثورة فلسطين الكبرى منذ العقد الأول للقرن العشرين مرورا بثورات 1921-1929 وحتى 1936 والتي استمرت حتى عام 1939 عند اندلاع الحرب العالمية الثانية قامت قيادة الثورة بتقسيم البلاد إلى مناطق وعلى كل منطقة وضعت قائدا مسؤولا، وفي كل بلد أو مدينة كان هناك مسؤولا عن فصيل البلد، اما البلد أو القرية نفسها فقد حوت عدة فصائل حسب الحارات والحمائل أو حتى وفق لاتفاق أي مجموعة من المحاربين على تكوين فصيل قائد. كانت سخنين مركزاً هامًا من مراكز الثورة وبعكس غيرها من القرى كان هنالك اتفاقاً سواء مباشر أو غير مباشر بين المجاهدين الثوار وبين المخاتير، وكان في تلك الفترة المختار إبراهيم العبد الله خلايلة الذي كان على اتفاق مع الثوار. وقد تعرضت سخنين لحصار عدة مرات من قبل القوات البريطانية، وكان هذا الحصار يسمى (الطوق) وكانت اقسى هذه الأطواق في عام 1938.

### إسرائيل

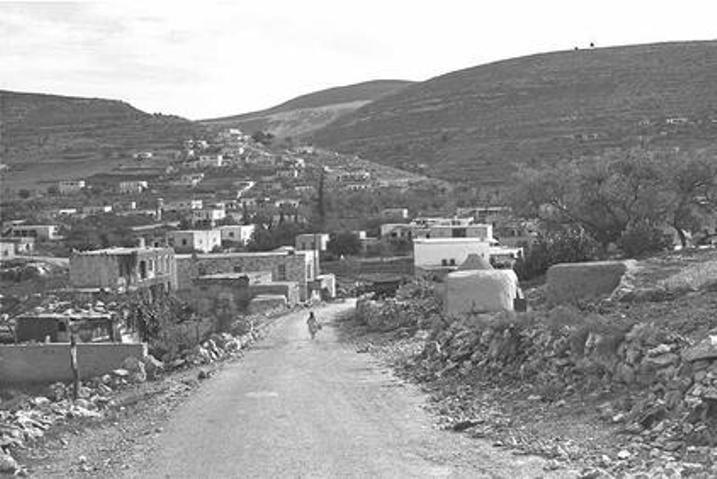
سخنين في أربعينات القرن العشرين.

خلال الحرب العربية الإسرائيلية عام 1948 تجند المئات من سكان سخنين في جيش الإنقاذ وتحولت سخنين إلى قلعة تحمي كل القرى والمنطقة. وقد برز دور سخنين العسكري بعد سقوط عكا والقرى المجاورة لها في مايو عام 1948، وقام سكان سخنين بحماية القرى الواقعة إلى الغرب مثل ميعار وكوكب وشعب والبروة وحاولوا بإمكانياتهم البسطية الدفاع عن هذه القرى وكانت دوريات الحرس تخرج من سخنين لمنع تقدم القوات اليهودية.
وكان مخاتير البلد وعلى رأسهم إبراهيم العبد الله خلايلة وخالد غزال أبو ريّا وقد احسوا بالحاجة الماسة للسلاح والاستعداد للقتال فقاموا بجمع 200 ليرة من أهل البلد لشراء مدفع رشاش وقد كلف كل من إبراهيم جابر بدارنة ذيب سلامة بشير بالسفر إلى دمشق لشراء قطعتي سلاح من نوع (برن) وأثناء وجودهم في قرية الجش عرض عليهم أحد سكان حيفا المهاجرين شراء مدفع رشاش فرنسي الصنع من طراز «هوشكز». في يونيو من عام 1948 سقطت قرية البروة وهُجّر أهلها إلى الجديدّة، وعلى إثر التهجير خرج العشرات من سخنين لاسترجاع البروة وتحريرها مما أدى إلى قتل كل من دوخي طه القسوم وناجي محمود أبو ريّا.
استسلم سخنين للقوات الإسرائيلية في 18 يوليو من عام 1948، أثناء عملية ديكل، لكن القوات العربية أعادت السيطلاة عليها بعد ذلك بوقت قصير. وسقطت أخيرًا بدون معركة خلال عملية حيرام، بين 29 إلى 31 أكتوبر من عام 1948. وفرّ الكثير من السكان شمالًا ولكن بعضهم ظل في سخنين حيث لم يطردهم الجنود الإسرائيليون. وبعد توقيع اتفاقيات الهدنة في عام 1949 ضمت مع باقي منطقة الجليل إلى إسرائيل وحاز سكانها على الجنسية الإسرائيلية.
ظلت المدينة بموجب الأحكام العرفية حتى عام 1966، وفي عقد 1970 قررت الحكومة الإسرائيلية إقامة مدينة كرميئيل اليهودية قرب سخنين وصادرت لهذه الغاية 5,000 دونم من الأراضي الزراعية التابعة لأهالي سخينن. في 30 مارس 1976 تظاهر سكان سخنين ضد هذه الخطة مع مواطنين عرب من قرى أخرى مما أدى إلى اشتباكات مع الشرطة الإسرائيلية، وقتل خلالها ثلاثة من أبناء سخنين على يد الشرطة وهم (رجا أبو ريا، وخضر خلايلة، وخديجة شواهنة). لا يزال هذا الحدث يعد ذكرى سنوية في إطار يوم الأرض.

## الجغرافيا

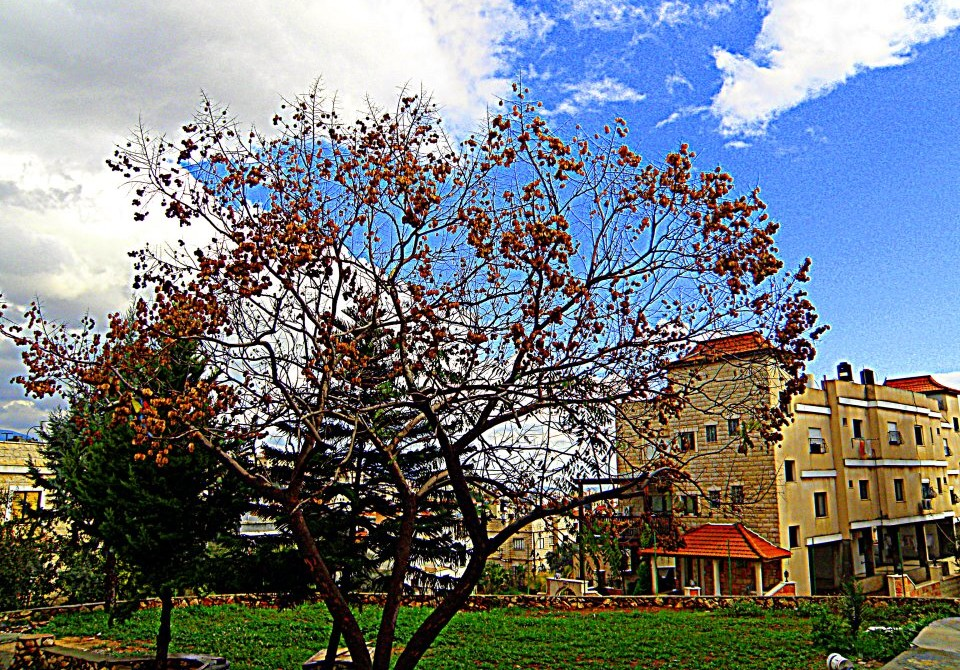
سخنين خلال فصل الخريف.

تقع إلى الجنوب الشرقي من مدينة عكا، في قلب الجليل، وترتفع 310 م عن سطح البحر. تجاورها من الشرق مدينة عرابة وقرية دير حنا، ومن الغرب مستوطنة مسغاف، وسابقًا قرية ميعار المهجرة.
قدر عدد سكانها عام 1922 (1,575) نسمة، وفي عام 1945 (2,600) نسمة، وفي عام 1948 (3,363) نسمة، وفي عام 1949 (3,477) نسمة، وفي عام 1961 (6,100) نسمة. تعتبر المدينة ذات موقع أثري يضم خربة شقات التي ترتفع 400 م وخربة المرجم وكلتاهما تحتويان على مدافن ونواويس وعتبات عليا منقوشة.

## ديموغرافيا

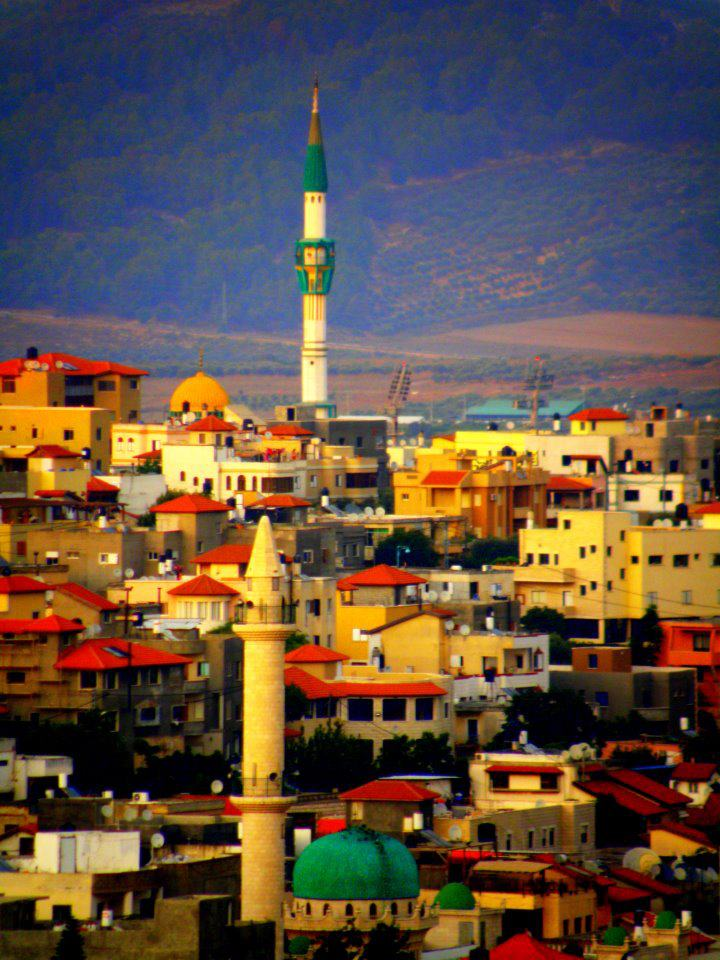
مساجد مدينة سخنين.

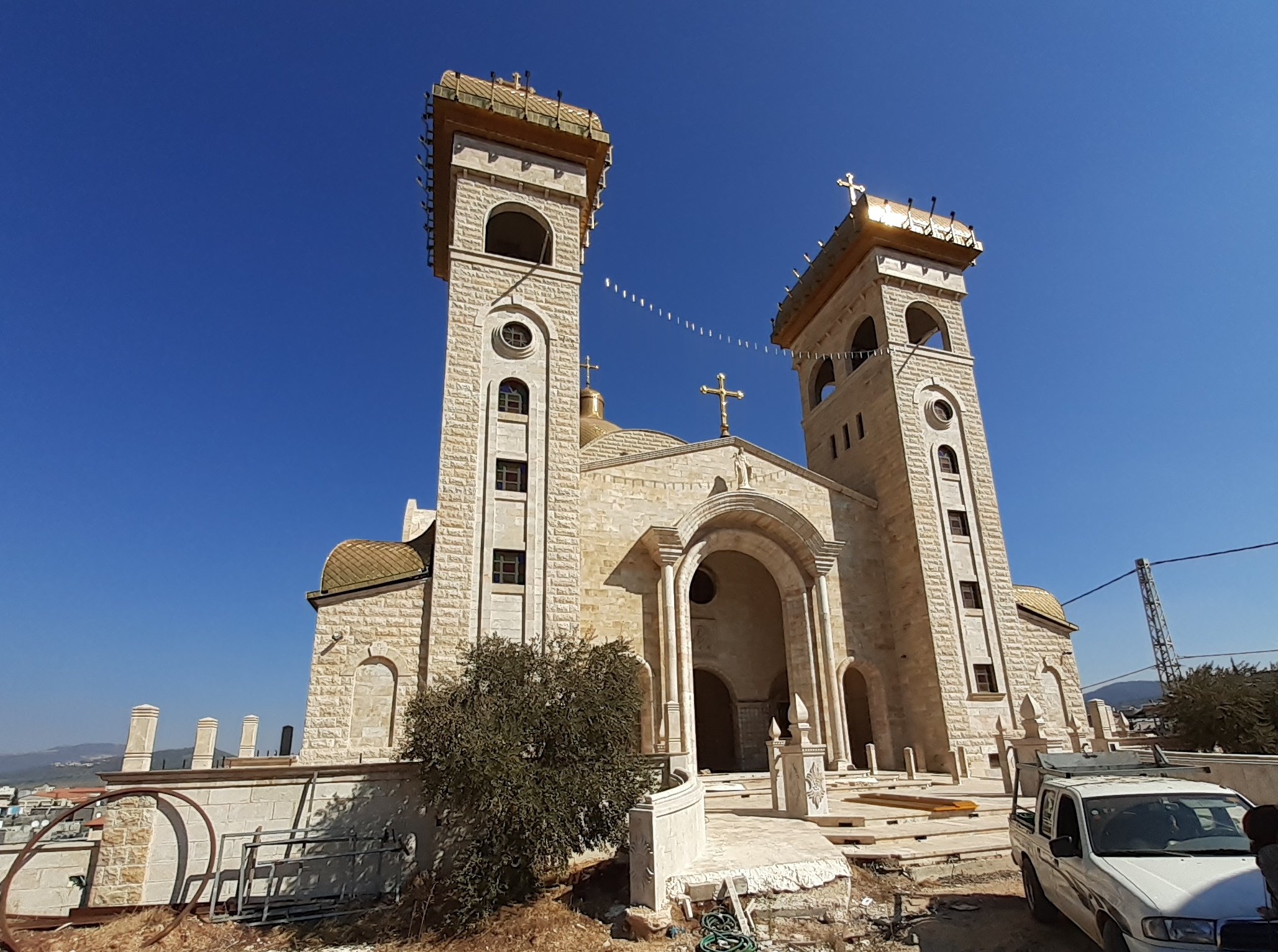
كنيسة السيدة العذراء الأرثوذكسيَّة.

في عام 2017 وصل عدد السكان إلى حوالي 30,500 نسمة، كان منهم حوالي 94.8% من المسلمين وحوالي 5.2% من المسيحيين. وفي عام 2021 بلغ عدد السكان 32,743 نسمة، شكل المسلمون منهم %95 والمسيحيون %5. وتضم المدينة على سبعة جوامع (مسجد العمري، ومسجد النور، والمسجد الصوفي، ومسجد السلام، ومسجد أبو بكر الصديق، ومسجد صلاح الدين، والمسجد الصوفي الشرقي) ومن العائلات المسلمة في سخنين كل من أبو ريّا، أبو صالح، خلايلة، غنايم، عثمان، سيّد أحمد وغيرها، وتضم سخنين على كنيستان لطائفة الروم الأرثوذكس (كنيسة القديس جاورجيوس للروم الأرثوذكس وكنيسة السيدة العذراء للروم الأورثوذكس) وأخرى لكنيسة الروم الملكيين الكاثوليك (كنيسة القديس يوسف للروم الكاثوليك)؛ ومن العائلات المسيحية في المدينة كل من آل حنا وغنطوس وشقّور وغيرها. تراجعت نسبة المسيحيين في المدينة بسبب الهجرة المسيحية إلى الناصرة وشفا عمرو. وفقاً لدائرة الإحصاء المركزية الإسرائيلية عام 2017 حوالي 15,700 نسمة من سكان سخنين من الذكور، وحوالي 14,800 نسمة من الإناث. وكانت نسبة الزيادة السكانية حوالي 2.3%. أما عام 2019 قبلغ تعداد الذكور 16804، وتعداد الإناث 15940.

### تعداد السكان
| السنة | السكان       |
| ----- | ------------ |
| 1922  | 1,500 تقريبا |
| 1931  | 1,891        |
| 1945  | 2,600        |
| 1948  | 3,363        |
| 1949  | 3,477        |
| 1961  | 7,100        |
| 1989  | 12,900       |
| 1995  | 18,713       |
| 1999  | 20,000       |
| 2002  | 22,600       |
| 2007  | 25,957       |
| 2009  | 27,345       |
| 2021  | 32,743       |

## الأوضاع الاقتصادية والاجتماعية

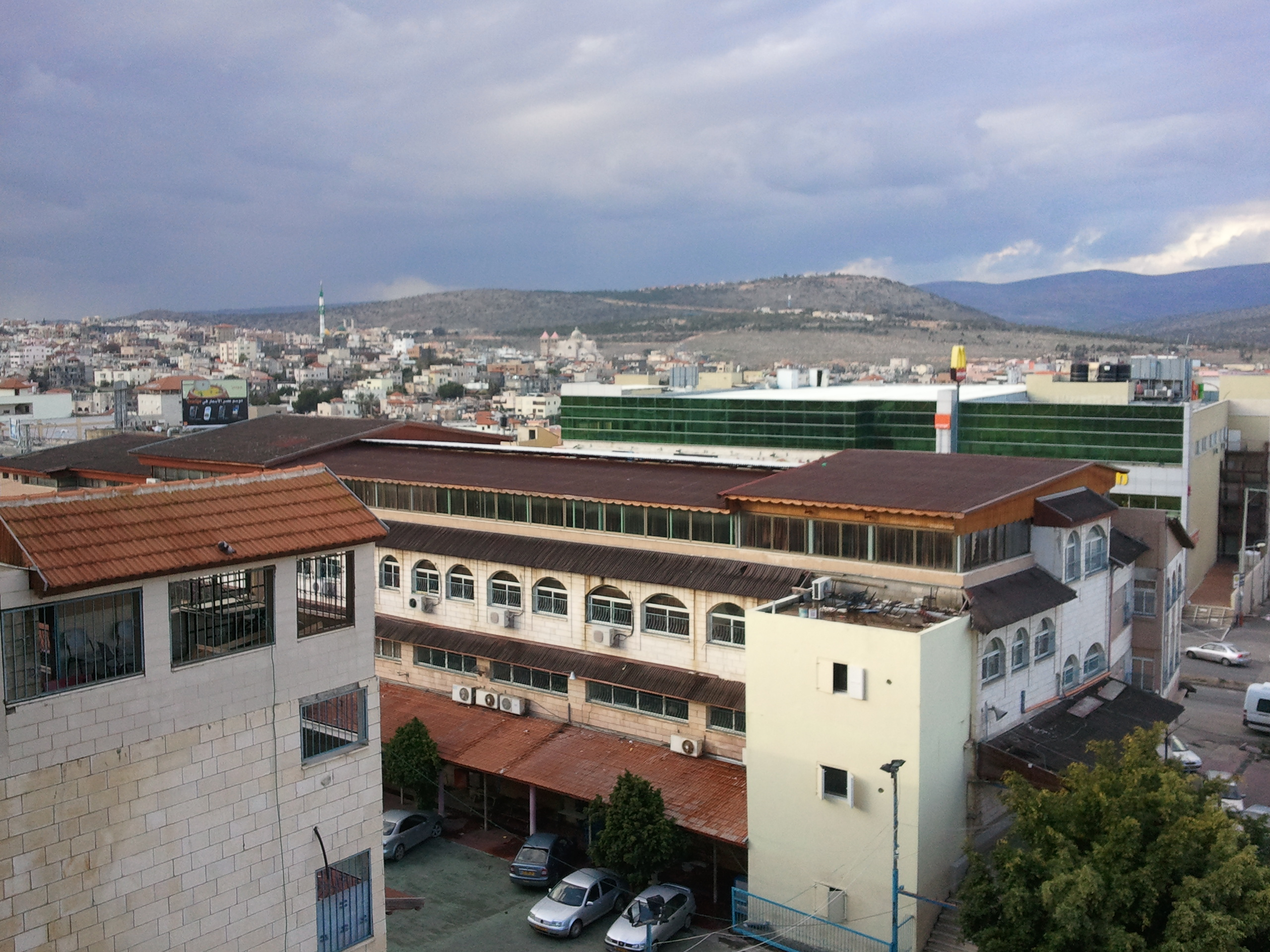
مبنى كلية دار المعلمين في مدينة سخنين.

تُعتبر سخنين من الناحية الاقتصادية من المدن المتوسطة الدخل في إسرائيل. وفقاً لدائرة الإحصاء المركزية الإسرائيلية عام 2015 تم ترتيب سخنين من الناحية الاقتصادية الاجتماعية في المرتبة الثالثة من أصل عشرة مراتب، وصُنفت في المرتبة الرابعة عام 2019، وتعتبر نسبة البطالة من النسب المرتفعة في البلاد. كما أنه هناك نقص كبير في الأراضي المخصصة للبناء. الوضع الاقتصادي الصعب ونقص المساكن المعدة للازواج الشابة أدى إلى حالة من التوتر بين مدينة سخنين وسلطات الدولة، حيث طالبت بلدية سخنين من الحكومة مساعدتها في تحسين الوضع الاقتصادي وزيادة نسبة الأراضي المخصصة للبناء بصورة مماثلة للبلدات اليهودية المجاورة. بالرغم من المساعدات الاقتصادية التي قدمتها الدولة لسخنين إلا أن وضعها لم يتحسن وخصوصا امام نسبة الولادة الكبيرة نسبياً في سخنين وبسبب سياسة التضييق من قبل البلدات اليهودية على توسع المسطح البنائي للمدينة. وفقاً لدائرة الإحصاء المركزية الإسرائيلية بين عام 2016 وعام 2017 حصل 61.2% من مجمل طلاب الثانوية في سخنين على شهادة الثانوية العامة أو البجروت، وبلغت هذه النسبة %86 عام 2021.  كان متوسط الراتب الشهري للموظفين في سخنين 6,158 شيكل جديد في نهاية عام 2016 و6,712 ش.ج في نهاية عام 2019، بالمقارنة مع المتوسط الوطني البالغ حوالي 8,913 ش.ج.
مرت سخنين كباقي القرى والمدن العربية في إسرائيل فترات ومراحل تطور غيرت من ملامحها الطوبغرافية والجغرافية، ذلك بفضل وضعها الاستراتيجي بين القرى والمدن العربية في البلاد فكان لها الريادة والصدارة في قيادة العديد من الأحداث السياسية والفنية والرياضية، فمنها انطلقت انتفاضة يوم الأرض الفلسطيني عام 1976.

## ثقافة

### الرياضة

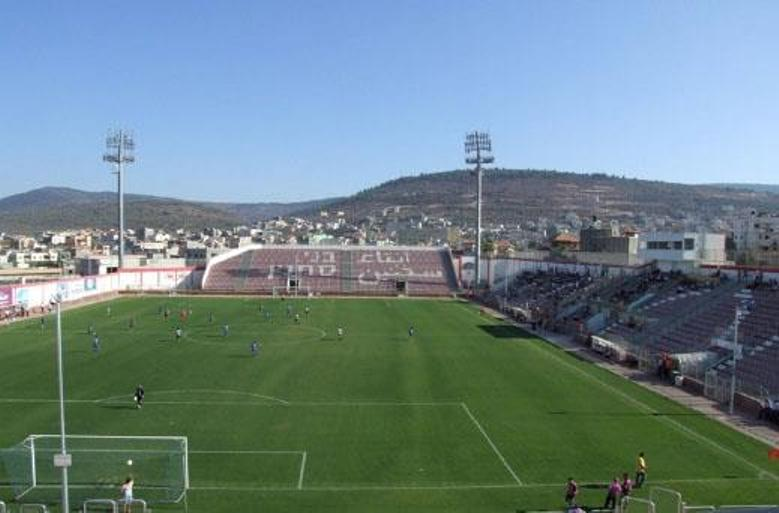
استاد الدوحة.

تشهد سخنين صحوة رياضية بفريقاً رفع من مستوى الوعي الرياضي لكرة القدم بين عرب 48 حيث أسست أول مدرسة لكرة القدم في سخنين وتخرج منها من أفضل اللاعبين على مستوى دولة إسرائيل. في عام 2003 قام فريق اتحاد أبناء سخنين لكرة القدم بالارتقاء إلى الدرجة العليا في إسرائيل، لتصبح واحدة من أوائل الفرق العربية التي لعبت في الدوري الإسرائيلي الممتاز. وفي عام 2004 فاز الفريق بكأس الدولة لكرة القدم وكان الفريق العربي الأول بذلك، وبذلك أهّل نفسه لتصفيات كأس الدوري الأوروبي حيث شارك بها وفار على فريق «بارتيزان تيرانا» الألباني في مباراة الذهاب والإياب، وبهذا تأهل إلى الدور التالي حيث أوقعته المنافسة مع فريق نيوكاسل يونايتد الإنجليزي حيث خسر الأوّل وودَّع البطولة. إثر إنجازات فريق كرة القدم قررت بلدية سخنين بناء ملعب جديد، وقد وافقت حكومة قطر على تمويل بناء الملعب. فسُمّي الملعب الجديد «استاد الدوحة» نسبة إلى عاصمة دولة قطر، وذلك شكراً على دعمها المالي.